# 中国科学院合肥物质科学研究院
中国科学院合肥物质科学研究院坐落在中国安徽省合肥市西郊蜀山湖畔的“科学岛”上，长3.4公里，宽1公里，面积约2.26平方公里，距市区15.8公里，是一个以承担国家重大项目为主，高技术应用开发研究与人才培养并重的综合性科学研究基地。于2001年12月在原中科院合肥分院的基础上成立，现拥有等离子体物理研究所、固体物理研究所、安徽光学精密机械研究所、合肥智能机械研究所、强磁场科学中心和安徽循环经济技术工程院共6个研究机构。